# Panakhes
Panakhes - Панахес (rus) - és un aül de la República d'Adiguèsia, a Rússia. Es troba a 23 km a l'oest de Takhtamukai i a 118 km al nord-oest de Maikop, la capital de la república.
Pertany al municipi d'Afipsip.